# Stamväg
En stamväg är en väg som hör till de viktigaste vägarna i ett land.
Nybyggda stamvägar i Norge skall vara minst 8,5 m breda och vara lämplig för hastigheter på minst 80 km/h. Även flera äldre stamvägar har byggts om för att uppfylla dessa krav. Många är dock fortfarande smala och krokiga, särskilt i norra Norge.

## Danmark
I Danmark har man en liknande princip, där de viktigaste vägarna kallas statsvej och sköts av staten, men övriga budgeteras regionalt. Från 2007 har ganska många vägar lagt över i denna kategori så att alla europavägar och ganska många riksvägar ingår.

## Finland
I Finland finns också ett begrepp stamväg (finska: kantatie). Det är namnet på vägarna 40-99, och de har gula vägnummerskyltar. Se även Stamvägar i Finland.

## Norge
I Norge fanns begreppet stamväg (norska: stamvei, stamveg) fram till och med den 31 december 2009. Begreppet syftade på en huvudväg mellan distrikten eller inom distriktet. Begreppet blev den 1 januari 2010 ersatt av riksvei, och syftar på att staten ansvarar för vägarna. De skyltas med gröna vägnummerskyltar liknande Europavägsskyltar men utan E framför vägnumret.

## Storbritannien
I Storbritannien finns begreppet Trunk road. Det är de viktigaste vägarna genom Storbritannien. Systemet togs fram 1936. Prioriteten på vägarna syns genom vägarnas nummer med ett A framför siffran som t.ex. A3. Vägar med lägre prioritet har B framför numret och ännu lägre har ett C. När motorvägsnätet började växa fram i Storbritannien under 1950-talet infördes bokstaven M framför vägnumret som t.ex. M6, där M står för Motorway. Vissa vägar har samma nummer men är bara motorväg på en viss del av sträckan. Dessa vägar har då A framför vägnumret och ett M i parentes i slutet, som t.ex. A48(M).

## Sverige
Nationell stamväg är en beteckning på Sveriges viktigaste vägar. Riksdagen beslutade 1993 vilka vägar som skall vara nationella stamvägar. Stamvägarna är tänkta som ett rikstäckande, sammanhängande och robust nät av riksvägar med hög och jämn standard.
Skillnaden är framförallt att de planeras i den nationella planen för transportinfrastrukturen, till skillnad från övriga vägar som planeras länsvis. De skyltas dock inte på något särskilt sätt i Sverige. Därför ser inte trafikanterna skillnad på vare sig skyltning, nummerserie eller i kartor mellan riksvägar som är stamvägar och övriga riksvägar. Vissa riksvägar är stamväg bara längs en del av sträckan. Inte heller på vägstandard syns det. Riksväg 73 och riksväg 75 är båda utbyggda till motorvägar, har hög trafik men är inte stamvägar. Europavägarna är överallt stamvägar i Sverige, och de är mer synliga med särskilda nummerskyltar.

### Lista över stamvägar i Sverige
- E4, hela sträckan Helsingborg–Stockholm–Gävle–Sundsvall–Haparanda
- E6, hela sträckan Trelleborg–Göteborg–Svinesund
- E10, hela sträckan Töre–Riksgränsen
- E12, hela sträckan från Holmsund till riksgränsen Sverige–Norge
- E14, hela sträckan Sundsvall–Storlien
- E16, hela sträckan från riksgränsen Norge–Sverige till Gävle[3]
- E18, hela sträckan från riksgränsen Norge–Sverige via Örebro och Stockholm till Kapellskär
- E20, hela sträckan Malmö–Göteborg–Örebro–Stockholm
- E22, hela sträckan Malmö–Kalmar–Norrköping
- E45, hela sträckan Göteborg–Trollhättan–Grums–Mora–Östersund–Storuman–Karesuando
- E65, hela sträckan Malmö–Ystad
- Riksväg 25, hela sträckan Halmstad–Växjö–Kalmar
- Riksväg 26, endast sträckan Halmstad–Jönköping–Kristinehamn[4]
- Riksväg 40, hela sträckan Göteborg–Jönköping–Västervik
- Riksväg 50, endast sträckan (Jönköping–)Mjölby–Borlänge(–Falun)[3]
- Riksväg 56, hela sträckan Norrköping–Katrineholm–Kungsör–Västerås–Sala–Gävle
- Riksväg 70, endast Enköping–Mora